# Olympische Sommerspiele 1972/Teilnehmer (Venezuela)
| Gelbes Symbol für Goldmedaillen mit stilisierten Olympischen Ringen | Graues Symbol für Silbermedaillen mit stilisierten Olympischen Ringen | Braundes Symbol für Bronzemedaillen mit stilisierten Olympischen Ringen |
| ------------------------------------------------------------------- | --------------------------------------------------------------------- | ----------------------------------------------------------------------- |
| —                                                                   | —                                                                     | —                                                                       |

Venezuela nahm an den Olympischen Sommerspielen 1972 in München mit einer Delegation von 23 Athleten (20 Männer und drei Frauen) an 27 Wettkämpfen in vier Sportarten teil. Es konnte keine Medaille gewonnen werden. Fahnenträger bei der Eröffnungsfeier war der Boxer Francisco Rodríguez.

## Teilnehmer nach Sportarten

### Boxen
- José Baptista
- Luis Contreras
- Alfredo Lemus
- Faustino Quinales
- Francisco Rodríguez
- Luis Rodríguez
- Ernesto Sánchez

### Leichtathletik
| Männer - Raúl Dome - Humberto Galea - José Jacinto Hidalgo - Héctor López - Alberto Marchán - Félix Mata - Félix Pérez - Eric Phillips - Jesús Rico | Frauen - Lucía Vaamonde |

### Schießen
- Víctor Francis
- Agustin Rangel

### Schwimmen
| Männer - Jorge van Balen - Gerardo Vera | Frauen - Gisela Cerezo - Ileana Morales |